# Cerro Negro
Pour les articles homonymes, voir Cerro.
Cerro Negro est une ville brésilienne de l'intérieur de l'État de Santa Catarina.

## Géographie
Cerro Negro se situe par une latitude de 27° 47′ 43″ sud et par une longitude de 50° 52′ 33″ ouest, à une altitude de 996 mètres. Sa population était de 3 585 habitants au recensement de 2010. La municipalité s'étend sur 417 km2.
Elle fait partie de la microrégion de Campos de Lages, dans la mésoregion Serrana de Santa Catarina.

## Villes voisines
Cerro Negro est voisine des municipalités (municípios) suivantes :
- Anita Garibaldi
- Abdon Batista
- São José do Cerrito
- Campo Belo do Sul
- Vacaria dans l'État du Rio Grande do Sul
- Esmeralda dans l'État du Rio Grande do Sul